# Joseph Mercieca
Joseph Mercieca (11 november 1928 – 21 maart 2016) was een Maltees bisschop van de Rooms-Katholieke Kerk.

## Biografie
Mercieca werd in 1952 tot priester gewijd. In 1969 werd hij aangeduid tot rechter in de Sacra Rota Romana. In 1974 werd hij door paus Paulus VI tot hulpbisschop van Malta en titulair bisschop van Gemellae in Numidia benoemd. Hij werd gewijd op 29 september 1974 door aartsbisschop van Malta Mikiel Gonzi. Toen aartsbisschop Gonzi in 1976 in emeritaat ging, werd Mercieca aartsbisschop. In 2006 ging hij na 30 jaar met emeritaat. Hij werd als aartsbisschop opgevolgd door Paul Cremona.
Toen de opvolger van Cremona, Charles Scicluna, in maart 2015 werd geïnstalleerd, was Mercieca in slechte gezondheid. Hij kon de inhuldiging niet bijwonen. Mercieca overleed op 87-jarige leeftijd.